# Zonantes hubbardi
Zonantes hubbardi är en skalbaggsart som beskrevs av Thomas Casey 1895. Zonantes hubbardi ingår i släktet Zonantes och familjen ögonbaggar. Inga underarter finns listade i Catalogue of Life.